# Faluche

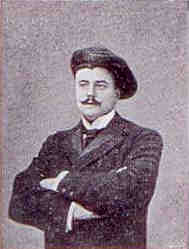
Adolphe Foucart met Faluche in 1898

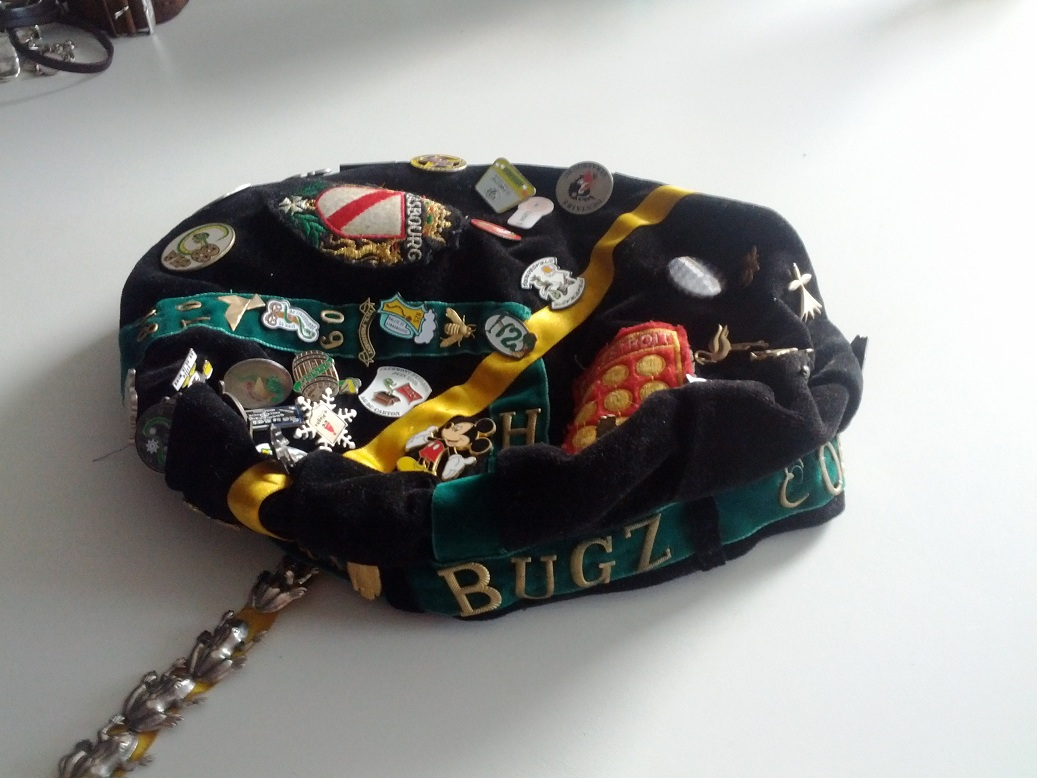
Faluche

De faluche is een studentenbaret gedragen door (voornamelijk) universitaire studenten in Frankrijk. Deze traditie is ontstaan in 1888 toen Franse studenten waren uitgenodigd voor een internationaal congres in Bologna (Italië). Sindsdien is de traditie uitgegroeid en bevat de baret een flink aantal insignes en linten met een symbolische waarde. Hieruit kan men behoorlijk wat leren over de persoon die de faluche draagt, zoals waar hij/zij vandaan komt, waar en wat hij studeert en ook persoonlijke gegevens van de faluchard. Men vindt de faluche in de grotere universitaire steden, op de faculteiten en op hogere scholen, gedurende studentenmanifestaties (van niet politieke aard) en natuurlijk ook in de stamkroeg en in disco's (voornamelijk wanneer een studentenavond is gehouden).

## Historie
In 1888 was een delegatie van Franse studenten uitgenodigd om de 800e verjaardag van de universiteit van Bologna te vieren. Eenmaal aangekomen voelden zij zich naakt, toen zij zagen dat zowat alle andere buitenlandse studenten een specifieke studentenklederdracht hadden. De Fransen hadden alleen maar de Franse driekleurige kokarde in het knoopsgat en een lint in de kleuren van Parijs "en sautoir", daar waar de Belgen van de vrije universiteiten een "penne" (een soort bontkepi met een lange klep) droegen, de Belgen van katholieke universiteiten droegen een toque (of calotte), Duitsers een cilindrische pet die naar voren geknikt is (Stürmer), Spanjaarden droegen "tunas" en met linten in de kleuren van hun universiteiten versierde mantels, Zwitsers smalle kepies met kleine kleppen en de Italianen met hun Lodewijk de XIe-hoeden, de zogenaamde "feluca".
Kort na hun entree trokken de Franse studenten zich terug en besloten de lokale baret van zwart velours, de "faluche", over te nemen en als "nationaal studentikoos hoofddeksel" te adopteren, onder meer als herinnering aan een schijnbaar geweldig congres.
Het dragen van de faluche is gegeneraliseerd aan de universiteit van Montpellier, in 1890. In het begin werd de faluche zonder ornamenten zoals insignes, linten en speldjes gedragen.
De codering van deze ornamenten verschilde van universiteit tot universiteit en werd oraal overgedragen. Het was pas in maart 1986 dat een synthese van deze "codes" werd gemaakt in Rijsel. In december van hetzelfde jaar werd deze versie van de code geadopteerd als de "nationale code van de faluche", in Toulouse, waar ook de "Grootmeesters" (of "Grand Maîtres") voor het eerst worden genoemd. Toen later in 1988 het eeuwfeest van de faluche in Reims werd gevierd werd er een nieuwe, completere code uitgebracht waarin ook de bijzonderheden van Montpellier staan.
Gedurende de Duitse bezetting in de Tweede Wereldoorlog was het dragen van de faluche ten strengste verboden en stond er zelfs de doodstraf op. Reden hiervoor was dat men berichten kon coderen voor het verzet op de faluche met haar linten en insignes. Alleen met Sint Nicolaas (6 december) werd in het openbaar dragen van de faluche getolereerd.
Toen in mei 1968 studentenstakingen uitbreken en naderhand de regering werd omvergeworpen werd de faluche door velen afgestoten, omdat zij als symbool van het 'oude regime' wordt beschouwd.
In het begin van de jaren 80 kwam de faluche langzaam terug in de mode. In 1988 werd het centennium van de faluche in Reims gevierd. Sindsdien wordt er ieder jaar een verjaars-congres gevierd in een verschillende stad.

## Indeling van de faluche
De faluche is in meerdere delen opgesplitst en elk van die delen heeft een symbolische betekenis.

### De circulaire
De "circulaire" of 'hoofdband' is het lint dat onder aan de faluche zit en die de omtrek van het hoofd volgt. Hierop staat de universitaire cursus van de student.
- Is deze van velours, dan studeert de faluchard medicijnen of een paramedische studie (zoals farmacie en verpleging) Verschil ziet men aan de kleur en aan het insigne (zie onderstaande tabel).
- Is deze van satijn dan wordt er iets anders dan medicijnen of paramedische vakken gestudeerd. (Voor de verschillende vakken, zie onderstaande tabel).

| Materiaal                         | Opleiding                                  | Kleur                                                                                            | Insigne                                                    |
| --------------------------------- | ------------------------------------------ | ------------------------------------------------------------------------------------------------ | ---------------------------------------------------------- |
| Velours (Montpellier : Satin)     | Medicijnen                                 | Rood                                                                                             | Caduceus (eerste jaars : doodskop met gekruiste beenderen) |
| Velours (Montpellier : Satin)     | Farmacie                                   | Groen                                                                                            | Farmaceutische caduceus                                    |
| Velours (Montpellier : Satin)     | Tandarts                                   | Paars                                                                                            | Kies                                                       |
| Velours (Montpellier : Satin)     | Dierenarts                                 | Bordeaux                                                                                         | Paardenhoofd                                               |
| Velours (Montpellier : Satin)     | Vroedvrouw                                 | Fuchsia                                                                                          | Ankh-kruis                                                 |
| Velours (Montpellier : Satin)     | Paramedicaal                               | Rose                                                                                             | Schaar met initialen van de opleiding                      |
| Velours (Montpellier : Satin)     | Osteopathie                                | Hemelsblauw                                                                                      | Wiggenbeen                                                 |
| Satijn                            |                                            |                                                                                                  |                                                            |
| Landbouw                          | Groen                                      | koeienkop en/of graanhalm                                                                        |                                                            |
| Talen en litteratuur              | Geel                                       | Open boek met veer                                                                               |                                                            |
| Aardrijkskunde                    | Geel                                       | Globe                                                                                            |                                                            |
| Geschiedenis                      | Geel                                       | Helm van Pericles of het profiel van Athene                                                      |                                                            |
| Archeologie                       | Geel                                       | Sfinxkop                                                                                         |                                                            |
| Sociologie                        | Geel                                       | Kikker                                                                                           |                                                            |
| Psychologie                       | Geel                                       | Letter psi Ψ                                                                                     |                                                            |
| Wetenschap                        | Paars                                      | Gekruiste palmen van laurier en eik met de initialen van de specialisatie                        |                                                            |
| Schone kunsten                    | Hemelsblauw                                | Palet met penseel                                                                                |                                                            |
| Architectuur                      | Hemelsblauw                                | Winkelhaak met passer                                                                            |                                                            |
| Classes préparatoires             | Bruin                                      | Tweekoppige uil                                                                                  |                                                            |
| Ingenieursscholen                 | Blauw en zwart                             | Ster met bliksem                                                                                 |                                                            |
| Sport                             | Donkergroen                                | Haan                                                                                             |                                                            |
| Œnologie                          | Zalm                                       | Wijntros                                                                                         |                                                            |
| Rechten                           | Rood                                       | Zwaard en weegschaal                                                                             |                                                            |
| Economie                          | Oranje                                     | Caduceum van Mercurius of eekhoorn (in Lyon)                                                     |                                                            |
| Sociaal Economische Administratie | Lichtgroen                                 | Letters A.E.S (Administration Sociale et Économique)                                             |                                                            |
| Politieke wetenschappen           | Rood en blauw                              | Paraplu                                                                                          |                                                            |
| Theologie                         | Rood en wit                                | Kruis                                                                                            |                                                            |
| Handelsschool                     | Rood en groen                              | Caduceum van mercurius                                                                           |                                                            |
| MTS en HTS                        | In de kleuren van de opleiding, anders wit | Letters B.T.S of I.U.T (Brevet de Technicien Supérieur en Institut Universitaire de Technologie) |                                                            |
| Muziek en Musicologie             | Zilver                                     | Lier                                                                                             |                                                            |
| Leraarsopleiding                  | Grijs                                      | Letters IUFM (Institut Universitaire de Formation de Maitres)                                    |                                                            |

### Het velours
- Het rechtse gedeelte van het velours (de bovenkant van de faluche, uitgaand van de faluchard zelf) is "la partie personelle", het persoonlijk gedeelte waar men de afkomst van de faluchard kan hervinden door middel van de kleuren en het wapen van zijn geboorteregio (die van de rechterslaap naar achter het oor gaat) met daar dwars de kleuren en wapen van de geboorteplaats (ter hoogte van het oor). In de twee vakken die zo verkregen zijn, vertelt de student zijn smaken en (buitenschoolse) prestaties, zoals liefde voor muziek (lier), voor lekker eten (vork) of goede wijn (wijntros), drinkt geen alcohol (een 'bacchus met een gat er in'), in het eerste vak en kan hij/zij speldjes naar keuze in het achterste vlak bevestigen.

- Als de student gekozen is voor het bestuur van de faculteit/universiteit of de regionale of nationale beursinstantie wordt een geel lint van het voorhoofd naar het achterhoofd genaaid die achter de faluche uitsteekt met respectievelijk: een kikker (zilver/goud, met ster als hij/zij vicepresident is van die instantie), of een schildpad (zilver of goud).

- Het linkerdeel van het velours is het verenigingsdeel. De faluche is namelijk nauw verbonden met het studentenverenigingsleven. De kleuren van de verenigingen worden genaaid van de linkerslaap naar het midden van het hoofd (of tot achter het oor als men in het bestuur zit). Dwars op deze linten (als men ze heeft) worden de kleuren en wapens van de steden waar men studeert (of gestudeerd heeft) genaaid. In het voorste vak bevestigt men speldjes van bevriende studentenverenigingen, en achter bevestigt men speldjes van de congressen die men heeft bijgewoond.

### De potager
Dit gedeelte (namelijk de binnenkant van de faluche), de "potager" oftewel "groentetuin", wordt strikt geheimgehouden, want het is een nogal persoonlijk gedeelte. Hier worden namelijk speldjes in de vorm van groenten bevestigd als de drager van de faluche wordt betrapt op seks gedurende een congres of andere faluchardsbijeenkomst. De verschillende groenten staan voor verschillende daden.

## De belangrijkste stedelijke verschillen
Ondanks dat ongeveer alle steden de nationale code redelijk volgen, zijn er in elke stad wel uitzonderingen te vinden. De belangrijkste zijn daarvan de vormen van de faluches van Montpellier en Straatsburg.
Het velours van de faluche van Montpellier is behoorlijk groter en is verdeeld in vier gelijke delen door het aanbrengen van "crevées" (kwadranten in de kleuren van de opleiding). Dit is een hommage aan François Rabelais, wiens verve een inspiratie is voor de faluchards, die in dezelfde stad geneeskunde studeerde. De legende luidt dat hij op een dag een steen op zijn hoofd kreeg. Toen hij zijn hoed afnam, vloeide het bloed op een gelijke manier over zijn hoofd.
Over de circulaire van de Straatsburgse faluche lopen zes zwarte lussen (vergelijkbaar met die van een broek waar de riem door moet) als herinnering aan de zes oorlogsjaren dat de Elzas Duits was (de Elzas en Lotharingen zijn vaak opgeëist door zowel Frankrijk als Duitsland).
De faluche uit Rijsel staat min of meer bekend als de nationale faluche en heeft een rigide circulaire. De faluche van tourse heeft daarentegen een soepele circulaire. De faluches uit de oude koninklijke havensteden zoals Brest en Nantes dragen een rode matrozenpompoen in het midden van hun faluches.

## Hoe wordt men "faluchard"?
Een (para)medicijnstudent krijgt, in het tweede jaar, een lege faluche na een week feestelijke activiteiten te hebben doorstaan. Zij zijn dan "gefalucheerd" (faluchés). Als men daarna zich werkelijk investeert in de faluchekringen, kan men ook "gedoopt" (baptisé) worden in de faluche.